# Сунце на длану
Сунце на длану је југословенска телевизијска серија снимљена 1986. године у продукцији ТВ Скопље.

## Улоге
| Глумац            | Улога |
| ----------------- | ----- |
| Кирил Андоновски  |       |
| Катерина Ангелова |       |
| Игор Џамбазов     |       |
| Мето Јовановски   |       |
| Сашо Огненовски   | Баџо  |
| Кирил Ристоски    |       |
| Милица Стојанова  |       |

Комплетна ТВ екипа ▼
| Редитељ    | Душко Наумовски |              |
| Сценариста | Томе Арсовски   | (адаптација) |
| Сценариста | Лазе Наумовски  | (новела)     |